# Pterostichus oregonus
Pterostichus oregonus är en skalbaggsart som beskrevs av Leconte 1861. Pterostichus oregonus ingår i släktet Pterostichus och familjen jordlöpare. Inga underarter finns listade i Catalogue of Life.